# Limba Na'vi
Limba Na'vi (Na'vi: Lìʼfya leNaʼvi) este o limbă artificială, creată de profesorul Paul Frommer. În seria de filme Avatar, limba este vorbită de populația Na'vi, o populație umanoidă de pe o lună fictivă numită Pandora. Limba Naʼvi a fost concepută pentru a se potrivi concepției regizorului James Cameron despre cum ar trebui să sune limba în film. Aceasta trebuia să poată fi învățată în mod realist de personajele umane fictive ale filmului și să poată fi pronunțată de actori, dar și să nu semene foarte mult cu nicio limbă umană. Atunci când filmul a fost lansat în 2009, Naʼvi avea un vocabular în creștere de aproximativ o mie de cuvinte, dar înțelegerea gramaticii sale era limitată la creatorul limbii. Totuși, acest lucru s-a schimbat ulterior, când Frommer a extins lexicul la peste 2600 de cuvinte și a publicat gramatica.
Succesul de care s-a bucurat filmul încă de la lansare a determinat mai mulți fani să își dorească să învețe limba.

## Istoric
Limba naʼvi își are originile în munca timpurie a lui James Cameron pentru Avatar. În 2005, în timp ce filmul era încă în stadiul de scenariu, Cameron a considerat că este nevoie de o limbă completă și coerentă pe care să o vorbească personajele extraterestre. El scrisese aproximativ 30 de cuvinte pentru această limbă extraterestră, dar dorea ca un lingvist să creeze limba în întregime. Compania sa de producție, Lightstorm Entertainment, a contactat departamentul de lingvistică al University of Southern California (USC), căutând pe cineva care ar fi interesat să creeze o astfel de limbă. Edward Finegan, profesor de lingvistică la USC, a considerat că proiectul l-ar putea interesa pe Paul Frommer, cu care fusese coautor al unui manual de lingvistică, și i-a transmis acestuia solicitarea. Frommer și Cameron s-au întâlnit pentru a discuta despre viziunea regizorului cu privire la limbă și la utilizarea acesteia în film; la sfârșitul întâlnirii, Cameron i-a strâns mâna lui Frommer și i-a spus „Bun venit la bord”.
Pe baza listei inițiale de cuvinte a lui Cameron, care avea o „aromă polineziană”, potrivit lui Frommer, lingvistul a dezvoltat trei seturi diferite de cuvinte și fraze fără sens care transmiteau o idee despre cum ar putea suna o limbă extraterestră: unul care folosea tonuri contrastante, unul care folosea diferite lungimi ale vocalelor și unul care folosea consoane ejective. Dintre cele trei, lui Cameron i-a plăcut cel mai mult sunetul consoanelor ejective. Alegerea sa a stabilit fonologia pe care Frommer o va folosi în dezvoltarea restului limbii Naʼvi - morfologie, sintaxă și un vocabular inițial.

## Dezvoltare
Vocabularul Naʼvi a fost creat de Frommer în funcție de necesitățile scenariului filmului. În momentul în care a început castingul pentru Avatar, limba era suficient de dezvoltată, astfel încât actorii trebuiau să citească și să pronunțe dialogul Naʼvi în timpul audițiilor. În timpul filmărilor, Frommer a lucrat cu actorii, ajutându-i să înțeleagă dialogul Naʼvi și sfătuindu-i cu privire la pronunția, accentul și intonația lor Naʼvi. Actorii făceau adesea greșeli în vorbire. În unele cazuri, aceste greșeli au fost explicate în mod plauzibil ca fiind cele pe care personajele lor umane le-ar fi făcut în timp ce învățau limba în univers; în alte cazuri, greșelile au fost încorporate în limbă.
Frommer a extins și mai mult vocabularul în mai 2009, când a lucrat la jocul video Avatar, care necesita cuvinte Naʼvi care nu fuseseră necesare pentru scenariul filmului și, prin urmare, nu fuseseră încă inventate. De asemenea, Frommer a tradus în Naʼvi patru seturi de versuri de cântece care fuseseră scrise de Cameron în limba engleză și a ajutat vocaliștii cu pronunțarea lor în timpul înregistrării partiturii Avatar a lui James Horner. La momentul lansării filmului, la 18 decembrie 2009, vocabularul Naʼvi era format din aproximativ 1000 de cuvinte.
Lucrările la limba naʼvi au continuat chiar și după lansarea filmului. Frommer lucrează la un compendiu pe care intenționează să îl livreze companiei Fox în viitorul apropiat. El speră că limba „va avea o viață proprie”, și crede că ar fi „minunat” dacă limba ar dezvolta un public. De atunci, a dezvoltat un public, după cum reiese din creșterea comunității de cursanți ai limbii. Proiectul de expansiune lexicală al comunității, împreună cu Frommer, a extins lexiconul cu mai mult de 50 la sută.
Frommer menține, de asemenea, un blog, Na'viteri, unde postează în mod regulat adăugiri la lexicon și clarificări privind gramatica. Naʼviteri a fost sursa creșterii popularității Naʼvi independent de contractul lui Frommer cu 20th Century Fox.